# سلطان‌غازی
سلطان‌غازی (ترکی استانبولی: Sultangazi) از ناحیه‌های قسمت اروپایی استانبول که در استان استانبول از ناحیه مرمره قرار گرفته‌است. طبق آخرین سرشماری به سال ۲۰۱۲ میلادی این ناحیه ۴۹۲٬۲۱۲ نفر جمعیت دارد.